# آنری کولار
آنری کولار (انگلیسی: Henri Collard; ۲۳ ژانویهٔ ۱۹۱۲ – ۲۳ فوریهٔ ۱۹۸۸) دوچرخه‌سوار اهل بلژیک بود.